# جيمس هلبرن
جيمس هلبرن (بالإنجليزية: James Halpern)‏ هو قاضي أمريكي، ولد في 1945.